# Lynn Wilms
Lynn Wilms, née le 3 octobre 2000 à Tegelen, est une joueuse internationale néerlandaise de football évoluant au poste de défenseur. Elle évolue avec le club d'Aston Villa FC et au sein de l'équipe des Pays-Bas.

## Palmarès

### En club
VfL Wolfsburg
- Championne d'Allemagne
  - Champion : 2022
- Coupe d'Allemagne féminine de football
  - Vainqueur : 2022 et 2023